# Богомолец, Ольга Вадимовна
О́льга Вади́мовна Богомо́лец (укр. О́льга Вади́мівна Богомо́лець; род. 22 марта 1966, Киев, Украинская ССР, СССР) — украинский политический и государственный деятель, врач-дерматолог. Заслуженный врач Украины, доктор медицинских наук. Автор свыше 70 научных работ и 14 патентов на открытия в сфере лечения кожных заболеваний. Народный депутат Украины, Глава комитета Верховной рады по вопросам здравоохранения, советница президента Украины по гуманитарным вопросам. Кандидат в президенты Украины на выборах 2014 и 2019 годов. Меценат, основательница архитектурно-музейного комплекса «Замок Радомысль».
Главный врач Института дерматологии и косметологии, координатор Европейской ассоциации лазерной дерматологии в Восточной Европе, член Американской академии дерматологии (American Academy of Dermatology, AAD), Европейской академии дерматовенерологии. Капитан запаса медицинской службы.
Правнучка академика Александра Богомольца — президента АН УССР, вице-президента АН СССР.
Ольга Богомолец включена в список физических лиц, в отношении которых 1 ноября 2018 года введены специальные экономические меры Российской Федерации.
Лауреат антипремии Академическое недостоинство в номинации «Псевдоучёный — 2018».

## Биография
Родилась 22 марта 1966 года в Киеве, в семье потомственных медиков. Мать — Екатерина Олеговна Богомолец (2.03.1939 — 20.02.2013), профессор кафедры патологической анатомии Национального медицинского университета им. А. А. Богомольца (Киев), отец — Вадим Акимович Березовский, доктор медицины, профессор, заведующий отделом клинической патофизиологии Института физиологии им. А. А. Богомольца НАН Украины.
Докторская династия Богомольцев — одна из старейших на Украине, существует со второй половины XIX века.
Ольга Богомолец принадлежит к черниговской ветви древнего литовско-русского рода Олиферовичей-Богомольцев, происходящего из Витебского воеводства Великого княжества Литовского. По сохранившимся письменным источникам, история рода прослеживается до середины XV века.
В 1989 году окончила с отличием Киевский медицинский институт им. А. А. Богомольца по специальности «Лечебное дело». С 1989 по 1991 год проходила клиническую ординатуру в Украинском государственном институте усовершенствования врачей. В 1993—1994 годах училась в США в Пенсильванском медицинском университете[уточнить] (Филадельфия, США) (прошла курс экологической дерматологии) и Институте дерматопатологии Бернарда Аккермана (The Ackerman Academy of Dermatopathology).
После возвращения на Украину в 1997 году основала в Киеве Клинику лазерной медицины, сегодня известную как Институт дерматологии и косметологии доктора Богомолец. С того времени и до избрания народным депутатом Украины в октябре 2014 года была главным врачом этого института.
В 2001 году закончила Национальный педагогический университет им. М. П. Драгоманова (специальность — психология). В 2003 году в Национальном медицинском университете им. А. А. Богомольца получила степень доктора медицинских наук по специальности «Кожные и венерические болезни».
С декабря 2004 года по октябрь 2005 года была личным врачом Президента Украины.

## Профессиональная деятельность
- 1989—1991 — клинический ординатор, врач-дерматолог Киевского городского кожно-венерологического диспансера. Ответственная за клинический приём, осмотр и лечение пациентов с широким спектром дерматологических заболеваний
- 1991—1995 — старший научный сотрудник лаборатории радиационной патологии МЗ Украины. Ответственная за все аспекты исследований морфологических последствий для кожи в результате радиологического поражения из-за чернобыльской катастрофы.
- 1992—1994 — консультант-дерматолог «Регистра» МВД Украины в зоне Чернобыльской АЭС
- 1995—2000 — заведующая отделением гистопатологии кожи Киевского областного кожно-венерологического диспансера
- 1997—2014 (до избрания народным депутатом Украины) — основательница и главный врач Киевского института дерматологии и косметологии
- 2000—2002 — врач-дерматовенеролог Киевского городского кожно-венерологического диспансера
- 2004—2005 — личный врач президента Украины Виктора Ющенко
- С 20.02.2007 по настоящее время — профессор кафедры дерматологии и венерологии Киевского национального медицинского университета им. А. А. Богомольца
- 22.11.2008 — в Брюсселе присоединила Украину ко всемирной программе «Евромеланома», основной целью которой является проведение мероприятий, направленных на преодоление высокого уровня смертности от меланомы. Среди них — организация ежегодного «Дня меланомы» с проведением бесплатного осмотра среди населения с целью выявления болезни. За пять лет проведения Дня меланомы на Украине было осмотрено 18 704 человека, у которых обнаружили 334 случая меланомы, 692 случая рака кожи, 611 других злокачественных патологий кожи; на консультации в специализированные онкологические центры было направлено 2415 человек.
- 2009 — организатор Всеукраинского благотворительного Марафона здоровья с обследованием детей-сирот на предмет выявления меланомы в 26 крупнейших городах Украины. За время марафона осмотрено 61553 ребёнка, из которых 1200 было поставлено на диспансерный осмотр
- С 2009 по настоящее время — профессор Одесского государственного медицинского университета
- С 2010 по настоящее время — автор и куратор курса лекций для врачей по базовой дерматоонкологии и дерматоскопии (Харьковский государственный медицинский университет)
- 2012—2014 — Основательница телемедицинских диагностических проектов «Виртуальный госпиталь» и «Институт теледерматологии»[8]
- В декабре 2014 года окончила курсы Украинской военно-медицинской академии Министерства обороны Украины «Актуальные вопросы организации медицинского обеспечения войск».

## Евромайдан
Ольга Богомолец принимала активное участие в организации медицинского обеспечения киевского Евромайдана во время политического кризиса на Украине в 2013—2014 годах. Была координатором медицинской службы Евромайдана. Коллегами-медиками признана моральным лидером «медицинской сотни».
Автор «Медицинского справочника Майдана», который она объявила с главной сцены Майдана в начале декабря 2013 года и который стал «настольной книгой» участников протестов с силовиками. В нём были даны практические советы — начиная от правил поведения на холоде и заканчивая инструкциями, как вести себя в случае газовой атаки, как защитить жизненно важные органы в случае избиения.
23 ноября по инициативе Ольги Богомолец был организован первый мобильный пункт оказания медицинской помощи активистам, который работал на Майдане и возле Украинского дома.
27 ноября Ольга Богомолец обратилась с открытым письмом к студентам Национального медицинского университета имени Богомольца с призывом не бояться высказывать свою гражданскую позицию и участвовать во всеукраинской студенческой забастовке на Майдане.
1 декабря Богомолец оказывала медицинскую помощь раненым в столкновениях рядом со зданием администрации президента на улице Банковой. Ночью — вместе с ранеными — находилась в киевской больнице скорой медицинской помощи.
2 декабря по собственной инициативе создала горячую телефонную линию и штаб медицинской службы Майдана. Собрав вместе медиков и волонтёров, организовала системное оказание неотложной медицинской помощи всем людям, которые были на Майдане и нуждались в такой помощи. 5 декабря отошла от работы штаба в связи с приходом туда отдельных политических деятелей и закрытой финансовой отчётностью. Начала работать медиком от общественности Майдана.
2 декабря она подготовила и опубликовала открытое письмо к руководителям МВД, СБУ, Генеральной прокуратуры, Вооружённых сил Украины с требованием прекратить насилия над людьми. Письмо подписали десятки врачей. Среди основных требований: прекратить неоправданную жестокость по отношению к людям, которые вышли на площади городов.
5 декабря подготовила и опубликовала открытое письмо украинских врачей к европейскому сообществу с призывом дать оценку действиям украинских силовиков по отношению к мирным протестующим и медиков, которые, выполняя свой профессиональный долг, оказывали помощь всем сторонам конфликта.
В течение декабря 2013 — февраля 2014 годов консультировала как врач пострадавших в больницах города Киева и тех, которые находились под стражей в больнице скорой медицинской помощи.
В январе 2014 года подготовила письма на имя тогдашнего министра здравоохранения Украины Раисы Богатыревой и советника президента Украины Марины Ставнийчук, силовых министров с требованием вмешаться и обеспечить соблюдение международных медицинских норм и обеспечения прав человека на Украине.
Создала и обеспечила работу полевого госпиталя на Майдане, городка «афганцев», госпиталя в лютеранской кирхе, мобильных медицинских бригад Евромайдана, центра координации и реабилитации раненых, благодаря работе которого десятки раненых Майдана были спасены и вывезены за границу на лечение, протезирование и реабилитацию.
18 февраля работала в Доме офицеров: оказывала первую медицинскую помощь раненым и травмированным в боях на улице Грушевского и в Мариинском парке в Киеве, а также солдатам и офицерам внутренних войск.
19 февраля как врач работала на Майдане, организовала перевод раненых из Дома профсоюзов в подпольные госпитали при церквях и в домах у людей. Ночью организовала визит дипломатического представителя в больницы и морг, что завершилось составлением первой дипломатической ноты шведским правительством в адрес правительства Украины.
20 февраля организовала оказание оперативной медицинской помощи раненым в полевых госпиталях в гостинице «Украина».
Во время событий постоянно давала интервью иностранным СМИ и обращалась к европейскому и мировому сообществу вмешаться в ситуацию и прекратить кровопролитие на Украине.
Ольга Богомолец — инициатор создания исторического портала «Народный дневник Майдана» и портала «Люди помогают людям», предназнченного для прямой адресной помощи семьям погибших во время Евромайдана и вследствие «российской агрессии против Украины».
При формировании нового «Правительства победителей» 26 февраля отказалась занять должность министра здравоохранения.
В числе других лидеров Евромайдана награждена премией Леха Валенсы.

## Политическая деятельность
27 марта 2014 Ольга Вадимовна Богомолец, самовыдвиженцем подала документы в ЦИК Украины для регистрации кандидатом в президенты Украины на внеочередных выборах 25 мая (её кандидатуру также поддержала Социалистическая партия Украины).
28 марта 2014 началась кампании по сбору средств на денежный залог кандидата в Президенты Украины Ольги Богомолец. За первый день кампании благодаря общественной активности менее чем через 24 часа после начала сбора, на счету было уже 2 500 000 гривен. Ольга Вадимовна обнародовала полный список людей, внесших средства на счёт, в знак благодарности своим сторонникам.
29 марта 2014 года подала документы ЦИК для регистрации в кандидаты в Президенты Украины, 1 апреля зарегистрирована как кандидат в президенты. Программа кандидата в президенты содержит обещание придерживаться евроинтеграционной политики, внедрить механизмы электронного управления и наладить систему электронной демократии. В программе также шла речь о деполитизации правоохранительных органов, о созыве новой Конституционной Ассамблеи для подготовки новой редакции Конституции Украины, о реформе Вооруженных Сил Украины и обеспечении украинцам права на легальное владение оружием, об обеспечении энергетической независимости Украины, о проведении антикоррупционной, налоговой и медицинской реформ, о широком взаимодействии с гражданским обществом.
В выборах на пост Президента Украины заняла 8 место, набрав 1,91 %.
1 сентября 2014 года была назначена советником президента Украины Петра Порошенко по гуманитарным вопросам.
26 октября 2014 года на внеочередных парламентских выборах избрана народным депутатом Украины от Блока Петра Порошенко (№ 3 в списке).
Автор проектов военно-медицинской доктрины Украины и реформы украинской системы здравоохранения.
С 4 декабря 2014 г. — председатель парламентского комитета по вопросам здравоохранения.
6 декабря 2018 года объявила об участии в президентских выборах 2019 года.

## Научная работа
- 1993 — защитила кандидатскую диссертацию;
- 2003 — получила в Национальном медицинском университете им. А. А. Богомольца степень доктора медицинских наук по специальности «Кожные и венерические болезни». Тема докторской диссертации: «Сосудистые невусы: патогенез, диагностика, лечение».

Автор более 70 научных работ и 14 патентов на изобретения в области лечения кожных заболеваний:
- по телемедицинской диагностике опухолей кожи
- по дистанционному обучению врачей
- по лазерному лечению винных пятен у детей и взрослых
- по лазерному предотвращению послеоперационных келоидных рубцов у взрослых
- по лазерному лечению постугревых гипертрофических и келоидных рубцов у подростков и т. д.

Соавтор государственных учебников для студентов-медиков — «Неонатология» (раздел «Кожные опухоли новорожденных», 2009 г.)и «Дерматология» (издан на украинском, английском и русском языках, 2012).

## Творческая и общественная деятельность
Ольга Богомолец — известная исполнительница старинных и современных украинских романсов на стихи украинских поэтов (Лина Костенко, Елена Телига и пр.) так и на её собственные. Победительница Всеукраинского конкурса песенной поэзии «Оберег», международных конкурса песни в Сопоте (Польша) и «Белые паруса» (Украина). Лауреат специальной премии «Радио Свобода» (1991).
Ольга Богомолец с успехом играла сольные концерты на Украине, США, Франции, Швеции, Германии, Польше и в странах Центральной Европы. Все её концерты благотворительные и направлены на поддержку социально незащищенных людей, а также на пропаганду и популяризацию украинского культурного наследия.
С 2004 года Ольга Богомолец устраивает выставки украинских икон из собственной коллекции.
В 2007 году она основала историко-культурный комплекс «Замок Радомысль» в городе Радомышле (Житомирская область, Украина). Комплекс включает в себя единственный в Европе Музей украинской домашней иконы. На его территории расположен единственный на Украине памятник на движущейся речной поверхности — памятник архимандриту Киево-Печерской лавры Елисею Плетенецкому. Это также единственный на Украине памятник этому церковному деятелю и просветителю.
Ольга Богомолец основала в Киеве арт-холл Kairos, где проходят выставки современных художников и фотографов.
Ольга Богомолец также известна как активный организатор и участник гражданской кампании против незаконных застроек в Киеве, разрушающих исторические и культурные памятники столицы Украины.
С 7 по 19 июня 2015 года прошла Курсы мирного посредничества (Peace Mediation Course), организованные Швейцарским федеральным департаментом иностранных дел совместно с Проектом поддержки мирного посредничества Центра исследований проблем безопасности (Цюрих, Швейцария).

### Творческие отличия
- Лауреат III Всеукраинского фестиваля авторской песни и песенной поэзии «Обериг» (1991, г. Луцк)
- Лауреат Международного фестиваля «Сопот» (1991, Польша);
- Обладательница специального приза радиостанции «Свобода» (Вашингтон-Мюнхен) (1991)
- Обладательница премии им. Василия Стуса (1992);
- Лауреат Славянского фестиваля авторской песни «Белые паруса» (1992, г. Киев).

### Дискография
- 1997 — Осінній день…
- 2001 — Кайрос (Kairos)
- 2006 — Нас двоє
- 2010 — По-лицю-дощ
- 2010 — Гіацинтове сонце

## Отличия и награды Ольги Богомолец и её Института дерматологии и косметологии
- 1994 — Почетная награда «За гуманизм» Союза Чернобыль
- 1998 — Почетный диплом издания «Жизнь замечательных людей» Американского библиографического института
- 2004 — «Выбор года»
- 2004 — Благодарность Независимого совета по вопросам качества медицинской помощи
- 2005 — Орден св. великомученицы Варвары Украинской Православной Церкви (КП)
- 2008 — Орден Святого Равноапостольного Князя Владимира 3 ст.
- 2009 — Орден Пресвятой Богородицы
- 2012 — Орден иконы Богородицы Почаевской (УПЦ МП)
- 2013 — Орден Святой Равноапостольной Ольги (УПЦ МП)
- 2014 — Наградное оружие — пистолет «Форт-9»[26].
- 2014 — Премия Фундации Леха Валенсы
- 2016 — Орден Украинской Православной Церкви Киевского патриархата Святой Ровноапостольной княгини Ольги

## Семья
Замужем. Муж — Игорь Кирилюк, адвокат. Дети: сын Андрей и три дочери — Екатерина, Анна и София.